# Petersburg, Indiana
Petersburg är administrativ huvudort i Pike County i Indiana. Orten har fått sitt namn efter bosättaren Peter Brenton. Vid 2010 års folkräkning hade Petersburg 2 383 invånare.